# Lin Shidong
Det här är en artikel om en person med kinesiskt personnamn; Lin är familjenamnet.
Lin Shidong (kinesiska: 林诗栋), född 18 april 2005, är en kinesisk bordtennisspelare.

## Karriär
Vid VM 2023 i Durban tog Lin brons i mixeddubbel tillsammans med Kuai Man. Vid asiatiska mästerskapen 2024 i Astana tog han guld i mixeddubbel tillsammans med Kuai Man och guld i lagtävlingen samt silver i singel. I februari 2025 vann Lin singeln, dubbeln och mixeddubbeln i WTT Singapore Smash och gick för första gången upp som etta på världsrankingen.